# Jean-Philippe Devise
Jean-Philippe Devise (* 1960 in Périgueux, Frankreich) ist ein auf Deutsch schreibender, französischer Schriftsteller.

## Leben
Kurz nach Jean-Philippe Devises Geburt trennten sich seine Eltern und er wuchs kurze Zeit bei seinen Großeltern väterlicherseits in Mussidan in der Dordogne auf. Seine Kindheit verbrachte er bis zu einem Alter von etwa 13 Jahren in Antony, Sceaux, Bourg-la-Reine und Arles. Bis 1978 absolvierte er das Lycée Pasteur in Neuilly-sur-Seine bei Paris. 
Er lebt seit 1987 in Deutschland, ist verheiratet und hat drei Töchter. 1996 gründete Jean-Philippe Devise seine eigene Sprachschule im rheinland-pfälzischen Spirkelbach, in der er bis heute Französisch unterrichtet. Bis heute hat der Schriftsteller Jean-Philippe Devise neun Bücher über seinen eigenen Eligia Goroncy Verlag herausgegeben.

## Veröffentlichungen
- Eine Fahrradtour und andere Geschichten. Erzählungen. Eligia Goroncy Verlag, 1994.
- Der Kinderprozess. Roman. Eligia Goroncy Verlag, 1995, ISBN 3-931063-01-1.
- Heute wird die Sonne bestimmt den Nebel besiegen. Erzählungen. Plöger Verlag, 1998.
- Hüben und Drüben. Eligia Goroncy Verlag, 2005, ISBN 3-931063-02-X.
- Viel Leben, wenig Tod. Eligia Goroncy Verlag, 2009, ISBN 978-3-931063-03-0.
- Jens, der kleine Künstler. Eligia Goroncy Verlag, 2010, ISBN 978-3-931063-05-4.
- Die Katze Elefant auf meiner Schulter. Eligia Goroncy Verlag, 2012, ISBN 978-3-931063-06-1.
- Liebesdialoge (Erzählungen). Erzählungen. Eligia Goroncy Verlag, 2015, ISBN 978-3-931063-07-8.
- Das kleine Buch für Autoverrückte (Drei Erzählungen rund um das Automobil). Erzählungen. Eligia Goroncy Verlag, 2016, ISBN 978-3-931063-08-5.
- Ein Umweg und andere Geschichten - Un détour et autres histoires. Kurzgeschichten - Nouvelles. Eligia Goroncy Verlag, 2016, ISBN 978-3-931063-09-2.

### Theater
- Ein Versuch der Wiedergutmachung. Theaterstück. Uraufführung in Germersheim, 1999.

## Auszeichnungen
- Preisträger des 1. Gerty-Spies-Literaturpreises der Landeszentrale für politische Bildung, 1997.
- Preisträger der Rheinland-Pfälzischen Literaturtage 2003 mit Vertonung der Geschichte Die Versuchung (symphonische Dichtung für großes Orchester, Komponist Hans-Peter Dott, Dirigent Israel Yinon)
- 2. Preis bei dem amerikanischen internationalen Wettbewerb Write Movies 2004